# منتخب سيشل لكرة القدم للسيدات
منتخب سيشل لكرة القدم للسيدات (بالإنجليزية: Seychelles women's national football team)‏ هو ممثل سيشل الرسمي في المنافسات الدولية في كرة القدم للسيدات، يديريه اتحاد سيشل لكرة القدم.